# トム・バンクス
トム・バンクス（Tom Banks、1994年6月18日 - ）は、ラグビーユニオン選手。フランストップ14のモンペリエに所属している。

## 略歴
オーストラリア・ブリスベン出身。
クイーンズ・カントリー、レッズ、キャンベラ・ヴァイキングズ、ブランビーズを経る。
2022年、三重ホンダヒートに加入。同年12月17日に行われたJAPAN RUGBY LEAGUE ONE第1節浦安D-Rocks戦にて先発出場で日本での公式戦初出場を果たした。
2025年5月31日、三重ホンダヒート退団を発表。
2025年7月、フランストップ14のモンペリエに入団した。

## 受賞歴
- 2022-23 リーグワンMVP(DIVISION 2)